# Note di viaggio - Capitolo 2: non vi succederà niente
Note di viaggio - Capitolo 2: non vi succederà niente è una compilation di Francesco Guccini composta da canzoni scelte dallo stesso cantautore insieme a Mauro Pagani, reinterpretate con differenti artisti italiani, uscita nel 2020.
La raccolta fa parte di un progetto discografico intitolato Note di viaggio, iniziato nel 2019 con Note di viaggio - Capitolo 1: venite avanti... .

## Descrizione
Come il primo capitolo della raccolta, anche questa vede la collaborazione nella realizzazione di un progetto discografico tra Francesco Guccini e il musicista e produttore Mauro Pagani, che viene descritto come un viaggio con differenti protagonisti. Il cantautore non compie un'opera autocelebrativa, ma contestualizza alcuni suoi classici nell'epoca moderna, passando per la voce degli artisti scelti per reinterpretarli. Guccini racconta infatti «Mi incuriosisce essere cantato da altri; ... mi incuriosisce vedere l’interpretazione che altri danno dello stesso testo, la scansione, le pause».
Per il progetto il cantautore collabora con Zucchero, Fiorella Mannoia, Emma, Roberto Vecchioni, Vinicio Capossela, Gianna Nannini, Jack Savoretti, Levante, Mahmood, Petra Magoni, Ermal Meta, Fabio Ilacqua e Mauro Pagani.

## Tracce
Le tracce del secondo volume contengono un inedito, Migranti, unico interpretato da Guccini insieme con i suoi storici collaboratori Juan Carlos “Flaco” Biondini, Vince Tempera, Antonio Marangolo, Ellade Bandini ed Enzo Frassi (qui chiamati I Musici).
1. Zucchero – Dio è morto – 3:03
2. Fiorella Mannoia – Signora Bovary – 3:52
3. Emma, Roberto Vecchioni – Autunno – 4:53
4. Vinicio Capossela – Vedi cara – 5:18
5. Gianna Nannini – Quello che non... – 4:31
6. Jack Savoretti – Farewell – 5:43
7. Levante – Culodritto – 2:43
8. Mahmood – Luna fortuna – 3:51
9. Petra Magoni – Canzone di notte N.2 – 4:53
10. Ermal Meta – Acque – 5:53
11. Fabio Ilacqua, Mauro Pagani – Canzone delle domande consuete – 5:00
12. Francesco Guccini, I Musici[6] – Migranti (inedito) – 4:00